# Atlas de galaxias peculiares

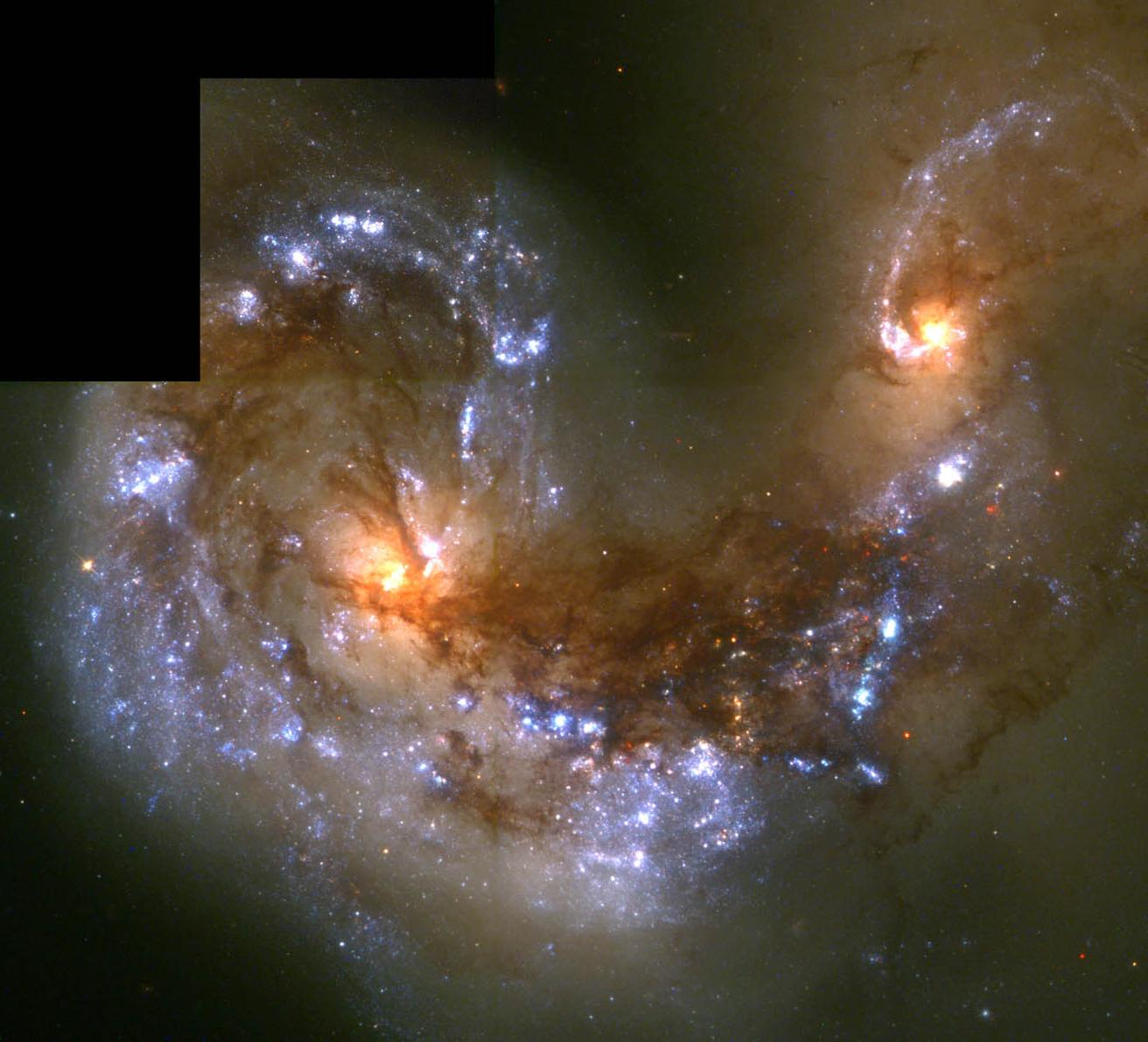
Las Galaxias Antennae (Arp 244).

El Atlas de galaxias peculiares (Atlas of Peculiar Galaxies en inglés) es un catálogo astronómico de galaxias peculiares elaborado por Halton Arp. Están representadas un total de 338 galaxias. Fue publicado en 1966 por el California Institute of Technology.
El principal objetivo del catálogo era presentar fotografías como ejemplo de diferentes tipos de estructuras peculiares encontradas en galaxias cercanas. Arp se dio cuenta de que no estaba totalmente clara la razón por la cual las galaxias tenían formas espirales o elípticas. Él percibió las galaxias peculiares como pequeños "experimentos" que los astrónomos podían utilizar para estudiar los procesos físicos que distorsionaban las galaxias haciéndolas espirales o elípticas. Con este catálogo, los astrónomos podrían contar con un muestrario de galaxias peculiares que podrían estudiar con más detalle. El atlas no presenta una visión completa de cada galaxia peculiar del cielo sino que muestra ejemplo de los diferentes fenómenos observados en galaxias vecinas.
Debido a que en la época que apareció el catálogo no se conocían bien los procesos que causaban las diferentes formas, las galaxias del atlas están clasificadas según su apariencia. Los objetos del 1 al 102 son galaxias espirales peculiares o galaxias espirales que aparentemente tienen pequeñas compañeras. Los objetos del 102 al 145 son galaxias elípticas o semejantes. Los objetos del 146 al 268 son galaxias individuales o grupos de galaxias que no tienen forma espiral ni elíptica. Los objetos del 369 al 327 son galaxias dobles. Finalmente, los objetos que no estaban en ninguna de las categorías anteriores se los clasificó del 332 al 338. La mayoría de los objetos son más conocidos por otras designaciones, aunque algunas se conocen por la clasificación de Arp (ejemplo:Arp 220).
Actualmente, los procesos físicos que conducen a las particularidades observadas por Arp son bien conocidos. Un gran número de objetos son galaxias en interacción, incluyendo M51 (Arp 85), Arp 220 y las galaxias de las antenas (NGC 4038/NGC 4039, o. Arp 244). Algunas son galaxias simples galaxias enanas que no tienen suficiente masa como para producir suficiente gravedad para permitar la formación de una estructura de galaxias más cohesionada. NGC 1569 (Arp 210) es un ejemplo de una estas galaxias enanas del atlas. Algunas otras son radiogalaxias. Estos objetos contienen núcleos galácticos activos que producen fuertes efusiones de gas llamasas radio jets. El atlas incluye las radiogalaxias cercanas M87 (Arp 152) Centaurus A (Arp 153).

## Galaxias Arp destacables
| Número Arp | Nombre                      | Magnitud | Notas                                 |
| ---------- | --------------------------- | -------- | ------------------------------------- |
| 26         | Galaxia del Molinete (M101) | +7.5     | galaxia espiral                       |
| 37         | Messier 77                  | +8.9     | radiogalaxia                          |
| 41         | Galaxia espiral NGC 1232    | +9.8     | galaxia espiral                       |
| 55         | FUDGE                       |          | galaxias en colisión                  |
| 76         | Messier 90                  | +9.5     | galaxia espiral                       |
| 77         | NGC 1097                    | +9.5     | galaxia interactuando con su satélite |
| 85         | Galaxia del Remolíno (M51)  | +8.4     | galaxia interactuando con su satélite |
| 116        | Messier 60                  | +8.8     | galaxias en colisión                  |
| 152        | Virgo A (M87)               | +8.6     | galaxia elíptica                      |
| 153        | Centaurus A (NGC 5128)      | +6.6     | radiogalaxia en colisión?             |
| 188        | UGC 10214                   | +14.4    | galaxia terminando la fusión          |
| 242        | Los ratones                 | +14.7    | galaxias en colisión                  |
| 244        | Galaxias Antennae           | +10.3    | galaxias en colisión                  |
| 317        | Messier 65                  | +9.2     | galaxia espiral                       |
| 319        | NGC 7320                    | +15      | galaxia en grupo de colisión          |
| 337        | Galaxia del Cigarro (M82)   | +8.6     | galaxia estallido de colores          |

## Lista de galaxias del catálogo

### Galaxias espirales

#### Galaxias de superficie poco brillante

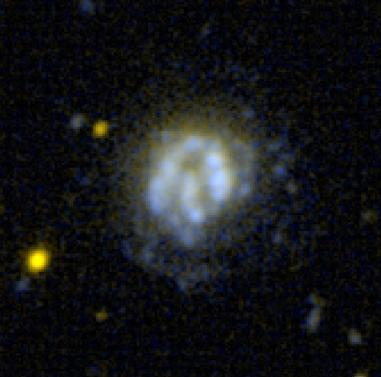
imagen en Ultravioleta de NGC 2537 (Arp 6) hecha por GALEX.

Estas son mayoritariamente galaxias enanas o con espirales poco definidas (con designación Sm) que tiene poco brillantez superficial (emiten poca luz por unidad de área). Las galaxias de superficie poco brillante son, de hecho, bastante comunes: La excepción es NGC 2857 (Arp 1), una galaxia espiral Sc ( que quiere decir que tiene una espiral definida con un brazo espiral poco enrollado y un núcleo débil pero bien definido).
| Número de Arp | Nombre común | Notas              |
| ------------- | ------------ | ------------------ |
| 1             | NGC 2857     | galaxia espiral Sc |
| 2             | UGC 10310    |                    |
| 3             | Arp 3        |                    |
| 4             | Arp 4        |                    |
| 5             | NGC 3664     |                    |
| 6             | NGC 2537     |                    |

#### Galaxias con brazos divididos
Esta galaxia contiene galaxias espirales con brazos divididos en dos partes separadas
| Número de Arp | Nombre común | Notas                           |
| ------------- | ------------ | ------------------------------- |
| 7             | Arp 7        |                                 |
| 8             | NGC 497      |                                 |
| 9             | NGC 2523     |                                 |
| 10            | UGC 1775     | Contiene un núcleo descentrado. |
| 11            | UGC 717      |                                 |
| 12            | NGC 2608     |                                 |

#### Galaxias con segmentos separados

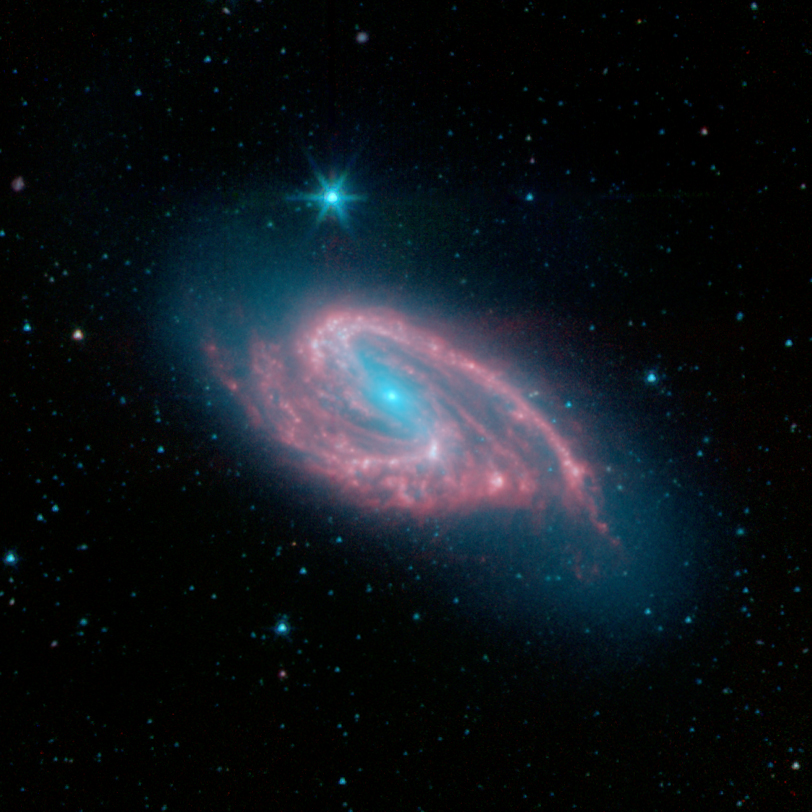
M66, imagen en infrarrojos del telescopio espacial Spitzer.

Esta categoría contiene galacias espirales con brazos que parecen estar segmentados. Algunos segmentos de los brazos en espiral pueden parecer separados a causa de las vías de polvo que oscurecen la luz. Otros brazos espirales pueden parecer segmentados debido a presencia de cúmulos de estrellas brillantes (o cadenas discontinuas de cúmulos de estrellas brillantes) en los brazos espirales.
| Número de Arp | Nombre común | Notas |
| ------------- | ------------ | ----- |
| 13            | NGC 7448     |       |
| 14            | NGC 7314     |       |
| 15            | NGC 7393     |       |
| 16            | M66          |       |
| 17            | UGC 3972     |       |
| 18            | NGC 4088     |       |

#### Galaxias espirales con tres brazos
Normalmente, la mayoría de las galaxias tienen dos brazos claramente definidos, o contienen solo estructuras confusas de filamentos en espiral. Las galaxias con tres brazos bien definidos son raras
| Número de Arp | Nombre común | Notas |
| ------------- | ------------ | ----- |
| 19            | NGC 145      |       |
| 20            | UGC 3014     |       |
| 21            | Arp 21       |       |

#### Galaxias espirales de un brazo

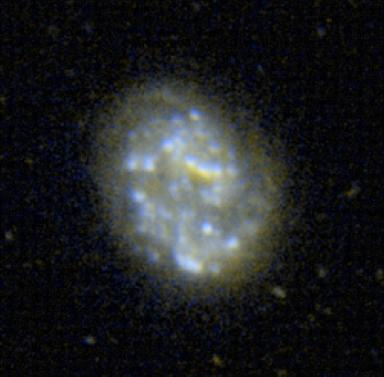
imagen en Ultravioleta de NGC 4618, tomada por GALEX.

Las galaxias de un solo brazo son raras. En este caso, el único brazo puede estar formado por la interacción gravitacional con otra galaxia.
| Número de Arp | Nombre común | Notas                      |
| ------------- | ------------ | -------------------------- |
| 22            | NGC 4027     |                            |
| 23            | NGC 4618     | Interactuando con NGC 4625 |
| 24            | NGC 3445     |                            |

#### Galàxias espìral con un brazo bien definido
Los brazos espirales de estas galaxias tienen una apariencia asimétrica. Un brazo espiral puede parecer considerablemente más brillante que el otro. En las fotografías de Arp, el brazo brillante parecería oscuro o "pesado". Mientras la mayoría de estas galaxias (como M101 y NGC 6946 son simplemente galaxias espirales asimétricas, NGC 6365 es un par de galaxias en interacción donde una de las galaxias la vemos horizontal y parece estar en el brazo espiral de la galaxia que vemos frontalmente.
| Número de Arp | Nombre común | Notas                                                                               |
| ------------- | ------------ | ----------------------------------------------------------------------------------- |
| 25            | NGC 2276     |                                                                                     |
| 26            | M101         | Galaxia espiral vista frontalmente con cinco galaxias compañeras                    |
| 27            | NGC 3631     |                                                                                     |
| 28            | NGC 7678     |                                                                                     |
| 29            | NGC 6946     |                                                                                     |
| 30            | NGC 6365     | Pareja de galaxias interactuando, con una de ellas vista de lado (horitzontalmente) |

#### Galaxias espirales con signo de integral
Estas galaxias que parecen una S muy alargada( el signo de la integral que se usa en cálculo). Algunos objetos, como IC 167, son simplemente galaxias ordinarias vistas desde un ángulo poco usual. Otros objetos como UGC 10770 son parejas de galaxias que interactúan con colas de marea que parecen brazos en espiral.
| Número de Arp | nombre común | Notes |
| ------------- | ------------ | ----- |
| 31            | IC 167       |       |
| 32            | UGC 10770    |       |
| 33            | UGC 8613     |       |
| 34            | NGC 4615     |       |
| 35            | UGC 212      |       |
| 36            | UGC 8548     |       |

#### Galaxias espirales con compañeras de bajobrillo de superficie

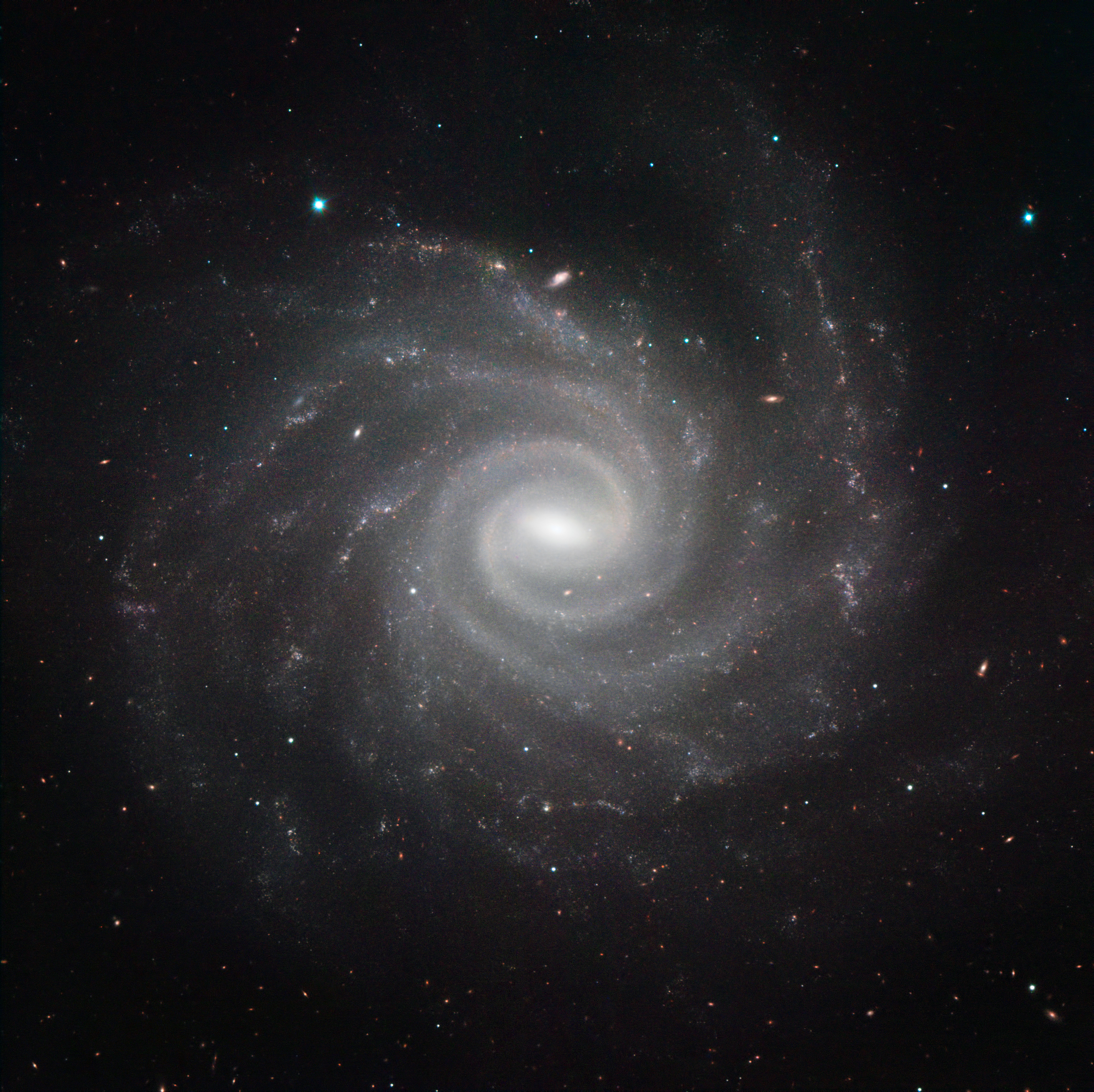
NGC 1232, Galaxia espiral parecida a la Vía Láctea.

Muchas de estas galaxias están probablemente interactuando con galaxias de bajo brillo de superficie en el campo visual. En algunos casos, no obstante, puede ser difícil de determinar si la compañera está físicamente próxima a la galaxia espiral o si la compañera es una fuente en primer plano o segundo plano o una fuente en los extremos de la galaxia espiral.
| Número de Arp | Nombre común | Notas          |
| ------------- | ------------ | -------------- |
| 37            | M77          |                |
| 38            | NGC 6412     |                |
| 39            | NGC 1347     |                |
| 40            | IC 4271      |                |
| 41            | NGC 1232     |                |
| 42            | NGC 5829     |                |
| 43            | IC 607       |                |
| 44            | IC 609       |                |
| 45            | Arp 45       | Galaxia Triple |
| 46            | UGC 12665    |                |
| 47            | Arp 47       |                |
| 48            | Arp 48       |                |

#### Galaxias espirales con compañeras de alto brillo de superficie
Muchas de estas galaxias espirales están probablemente interactuando con galaxias compañeras, aunque algunas de las galaxias compañeras identificadas pueden ser fuentes en primer o segundo plano o incluso cúmulos de estrellas brillantes dentro de galaxias individuales.

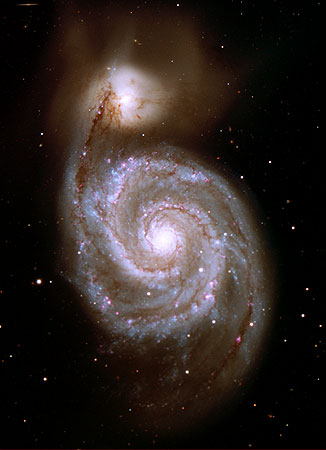
La galaxia del Remolino (M51, Arp 85). Este objeto consiste en una gran galaxia espiral interactuando con una galaxia elíptica. Crédito Robert Kennicutt, NASA/JPL-Caltech/Univ. de Arizona/DSS/SST.

| Número Arp | Nombre común       | Notas |
| ---------- | ------------------ | ----- |
| 49         | NGC 5665           |       |
| 50         | IC 1520            |       |
| 51         | Arp 51             |       |
| 52         | Arp 52             |       |
| 53         | NGC 3290           |       |
| 54         | Arp 54             |       |
| 55         | UGC 4881           |       |
| 56         | UGC 1432           |       |
| 57         | Arp 57             |       |
| 58         | UGC 4457           |       |
| 59         | NGC 341            |       |
| 60         | Arp 60             |       |
| 61         | UGC 3104           |       |
| 62         | UGC 6865           |       |
| 63         | NGC 2944           |       |
| 64         | UGC 9503           |       |
| 65         | NGC 90             |       |
| 66         | UGC 10396          |       |
| 67         | UGC 892            |       |
| 68         | NGC 7757           |       |
| 69         | NGC 5579           |       |
| 70         | UGC 934            |       |
| 71         | NGC 6045           |       |
| 72         | NGC 5994, NGC 5996 |       |
| 73         | IC 1222            |       |
| 74         | Arp 74             |       |
| 75         | NGC 702            |       |
| 76         | M90                |       |
| 77         | NGC 1097           |       |
| 78         | NGC 772            |       |

#### Galaxias espirales con gran superficie de alta brillantez
Las galaxias de esta categoría son casi siempre fuentes de interacción.La más famosa es la galaxia del remolino (M51; Arp 85), que está compuesta de una galaxia espiral NGC 5194 que interactúa con una pequeña galaxia elíptica NGC 5195. La interacción ha distorsionado la forma de las dos galaxias; la estructura del brazo en espiral ha sido ampliada en la galaxia espiral más grande, y un puente de estrellas y gas se ha formado entre las dos galaxias. Muchas otras galaxias de esta categoría están también conectadas por puentes.
| Número de Arp | Nombre común                  | Notas |
| ------------- | ----------------------------- | ----- |
| 79            | NGC 5490C                     |       |
| 80            | NGC 2633                      |       |
| 81            | NGC 6621, UGC 11175, NGC 6622 |       |
| 82            | NGC 2535, NGC 2536            |       |
| 83            | NGC 2799, NGC 3800            |       |
| 84            | NGC 5394, NGC 5395            |       |
| 85            | Galaxia del remolino (M51)    |       |
| 86            | NGC 7752, NGC 7753            |       |
| 87            | NGC 3808A i NGC 3808B         |       |
| 88            | Arp 88                        |       |
| 89            | NGC 2648                      |       |
| 90            | NGC 5929, NGC 5930            |       |
| 91            | NGC 5953, NGC 5954            |       |

#### Galaxias espirales con compañeras elípticas
Como en las galaxias espirales con compañeras de alta brillantez superficial, la mayoría de las galaxias espirales están claramente interactuando. Colas y puentes de marea son visibles en muchas imágenes.
| Número de Arp | Nombre común                 | Notas          |
| ------------- | ---------------------------- | -------------- |
| 92            | NGC 7603                     |                |
| 93            | NGC 7284, NGC 7285           |                |
| 94            | NGC 3226, NGC 3227           |                |
| 95            | IC 4461, IC 4462             |                |
| 96            | Arp 96                       |                |
| 97            | UGC 7085A                    |                |
| 98            | Arp 98                       |                |
| 99            | NGC 7547, NGC 7549, NGC 7550 | Galaxia Triple |
| 100           | IC 18, IC 19                 |                |
| 101           | UGC 10164, UGC 10169         |                |

### Galaxias elípiticas y similares

#### Galaxias elípticas conectadas a galaxias espirales
Estos objetos son muy similares a las galaxias espitales con compañeras elípticas. Todas las galaxias tienen características como colas de marea y puentes de marea que se han formado por interacción gravitacional.
| Número de Arp | Nombre cómún       | Notas          |
| ------------- | ------------------ | -------------- |
| 102           | Arp 102            |                |
| 103           | UGC 10586          | Galaxia triple |
| 104           | NGC 5216, NGC 5218 |                |
| 105           | NGC 3561           |                |
| 106           | NGC 4211           |                |
| 107           | UGC 5984           |                |
| 108           | Arp 108            |                |

#### Galaxias elípticas repeliendo brazos espirales
Basándonos en las descripciones de estos objetos, parece que Arp al principio pensó que las galaxias elípticas expelían los brazos espirales a las galaxias compañeras. No obstante, los brazos espirales de marea parecen, de hecho, distorsionado debido a la interacción. Algunos de estos brazos "repelidos" se encuentran en lado opuesto de la galaxia espiral desde la situación de la galaxia elíptica. Simulaciones han mostrado que estas características se puedan dar solo a través de interacciones gravitacionales, y no a través de fuerzas de repulsión.
| Número de Arp | Nombre común       | Notas             |
| ------------- | ------------------ | ----------------- |
| 109           | UGC 10053          |                   |
| 110           | Arp 110            |                   |
| 111           | Arp 111            | Grupo de galaxias |
| 112           | NGC 7805, NGC 7806 |                   |

#### Galaxias elípticas próximas y distorsionando galaxias espirales
Esta es otra categoría en que la mayoría de los objetos son galaxias en interacción.Como se puede comprobar por el nombre de la categoría, las galaxias espirales parecen distorsionadas. Arp originariamente las describió como algunas de las galaxias elípticas como repelidoras.
| Número deArp | Nombre común         | Notas                                                                  |
| ------------ | -------------------- | ---------------------------------------------------------------------- |
| 113          | NGC 70               | Parte de un grupo de galaxias                                          |
| 114          | NGC 2276, NGC 2300   |                                                                        |
| 115          | UGC 6678             | Galaxia triple                                                         |
| 116          | Messier 60, NGC 4647 |                                                                        |
| 117          | IC 982, IC 983       |                                                                        |
| 118          | NGC 1141, NGC 1142   |                                                                        |
| 119          | Arp 119              |                                                                        |
| 120          | NGC 4435, NGC 4438   |                                                                        |
| 121          | Arp 121              |                                                                        |
| 122          | NGC 6040             |                                                                        |
| 123          | NGC 1888, NGC 1889   |                                                                        |
| 124          | NGC 6361             |                                                                        |
| 125          | UGC 10491            |                                                                        |
| 126          | UGC 1449             |                                                                        |
| 127          | NGC 191              | De hecho interactuando una Galaxia lenticular y una galaxia en espiral |
| 128          | UGC 827              |                                                                        |
| 129          | UGC 5146             |                                                                        |
| 130          | IC 5378              |                                                                        |
| 131          | Arp 131              |                                                                        |
| 132          | Arp 132              |                                                                        |

#### Material que emana de una galaxia elíptica
Arp pensaba que las galaxias elípticas de esta categoría estaban expulsando materiales de sus núcleos. Muchas de las fotografías se podrían interpretar de esta manera. No obstante, estos obejos son, de hecho, una mezcla de otros fenómenos. Por ejemplo NGC 2914 (Arp 137) es sencillamente una galaxia espiral con débiles brazos espirales and NGC 4015 (Arp 138) is an interacting pair of galaxies where one galaxy is an edge-on spiral galaxy. Algunos objetos, como NGC 2444 y NGC 2445 (Arp 143), son sistemas que contiene galaxias anillo, que se han creado cuando una galaxia (elíptica en este ejemplo) pasa a través de un disco a otro. Al pasar causa una ola gravitacional en la que el gas cae dentro primero y después se propaga hacia afuera para formar una estructura de anillo.
| Número de Arp | Nombre común                 | Notas                              |
| ------------- | ---------------------------- | ---------------------------------- |
| 137           | NGC 2914                     | Galaxia espiral con brazos débiles |
| 138           | NGC 4015                     | Pareja de galaxias interactuando   |
| 139           | Arp 139                      | Pareja de galaxias interactuando   |
| 140           | NGC 274, NGC 275             | Pareja de galaxias interactuando   |
| 141           | UGC 3730                     | Sistema de galaxias anillo         |
| 142           | NGC 2936, NGC 2937, UGC 5130 | Galaxia triple                     |
| 143           | NGC 2444, NGC 2445           | Sistema de galaxias anillo         |
| 144           | NGC 7828, NGC 7829           | Sistema de galaxias anillo         |
| 145           | UGC 1840                     | Sistema de galaxias anillo         |

### Galaxias amorfas
Las galaxias de esta categoría son galaxias sin forma espiral ni elíptica. Aunque Arp no usa el término "amorfas" para describir estas galaxias, esta puede ser la mejor manera de describirlas.
Muchas de estas galaxias son o galaxias en interacción o galaxias que son remanentes de la fusión de dos pequeñas galaxias. Los procesos de interacción producirán diferentes hechos de marea, como colas de marea y puentes de marea, que pueden perdurar incluso después de la fusión de los discos y los núcleos. Aunque las colas de marea se han descrito como diferentes fenómenos visuales ("contracolas", "filamentos", "giros"), todos ellos son manifestaciones del mismo fenómeno.

#### Galaxias con anillos asociados
Estas galaxias pueden haberse formado cuando una galaxia compañera pasa a través del anillo de la galaxia. La interacción produciría un efecto oleada que se dirigiría primero hacia el centro y después se propagaría hacia afuera en forma de anillo.
| Número de Arp | Nombre común | Notas |
| ------------- | ------------ | ----- |
| 146           | Arp 146      |       |
| 147           | IC 298       |       |
| 148           | Arp 148      |       |

#### Galaxias con jets
Estas galaxias parecen estar evacuando material del núcleo. Los "jets" parecen agua manando de una manguera. En el caso de IC 803 (Arp 149) y NGC 7609 (Arp 150), los jets son simplemente parte de la estructura amorfa producida por la interacción de las galaxias. En Arp 151 y Messier 87 (Arp 152), no obstante, los jets son gas ionizado que ha sido eyectado de los alrededores de un agujero negro supermasivo en galaxias de activo núcleo galáctico. Estos jets, algunas veces llamados jet relativísticos o radio jets, son poderosas fuerzas de radiación sincrotrón, especialmente en longitud de ondas de radio
| número deArp | Nombre común | Notas                                         |
| ------------ | ------------ | --------------------------------------------- |
| 149          | IC 803       | Galaxias en interacción                       |
| 150          | NGC 7609     | Galaxias en interacción                       |
| 151          | Arp 151      | Galàxia Seyfert (contiene una galaxia activa) |
| 152          | Messier 87   | Galàxia Seyfert (contiene una galaxia activa) |

#### Galaxias distorsionadas con absorción interior
Las galaxias de esta categoría presentan oscuras vías de polvo que oscurecen parte del disco de la galaxia. Todas estas galaxias son producto de la fusión de dos galaxias. NGC 520 (Arp 157) es un buen ejemplo de una fase intermedia de fusión, donde el disco de las dos galaxias progenitoras se ha fusionado pero su núcleo todavía no. Centaurus A (Arp 153) y NGC 1316 (Arp 154) son galaxias elípticas con vías de polvo poco usuales; su estructura y cinemática indican que han pasado por un proceso de fusión reciente. NGC 4747 (Arp 159) podría ser sólo el límite de una galaxia espiral con vías de polvo significativas.
| Número de Arp | Nombre común | Notas                                                   |
| ------------- | ------------ | ------------------------------------------------------- |
| 153           | Centaurus A  | Notable radiogalaxia; contiene una galaxia activa)      |
| 154           | NGC 1316     | Notable radiogalaxia; contiene una galaxia activa)      |
| 155           | Arp 155      |                                                         |
| 156           | UGC 5184     |                                                         |
| 157           | NGC 520      | Notable estadio intermedio de fusión                    |
| 158           | NGC 523      |                                                         |
| 159           | NGC 4747     | Galaxia espiral con oscuras vías de polvo               |
| 160           | NGC 4194     | También conocida como Fusión de la galaxia de la Medusa |

#### Galaxias con filamentos difusos
Los filamentos de estos objetos pueden representar colas de marea de galaxias en interacción. Muchas de las galaxias son remanentes de fusiones de dos galaxias espirales que han formado una galaxia espiral sencilla. No obstante NGC 3414 (Arp 162) parece ser una inusual galaxia lenticular con un disco muy pequeño en relación con su tamaño. NGC 4670 (Arp 163) es una galaxia enana azul compacta con una extremadamente fuerte actividad de formación estelar es claramente demasiado pequeña para ser el remanente de dos galaxias espirales como los anteriores ejemplos, aunque puede haber sido en algún tipo de interacción más pequeña
| Número de Arp | Nombre común     | Notas                 |
| ------------- | ---------------- | --------------------- |
| 161           | UGC 6665         |                       |
| 162           | NGC 3414         | galaxia lenticular    |
| 163           | NGC 4670         | Galaxia azul compacta |
| 164           | NGC 455          |                       |
| 165           | NGC 2418         |                       |
| 166           | NGC 750, NGC 751 |                       |

#### Galaxias con contracolas difusas
Todos estos objetos son galaxias con interacciones gravitacionales. Estas contracolas son características de marea causadas por las interacciones gravitacionales entre dos galaxias, igual que otras características similares descritas en el catálogo de Arp. Messier 32 (Arp 168), una galaxia enana interactuando con la galaxia de Andrómeda, está incluida en esta categoría (aunque la "difusa contracola" es difícil de ver en la fotografía de Arp).
| Número de Arp | Nombre común                  | Notas                                                   |
| ------------- | ----------------------------- | ------------------------------------------------------- |
| 167           | NGC 2672, NGC 2673            |                                                         |
| 168           | Messier 32                    | Galaxia enana interactuando con la galaxia de Andrómeda |
| 169           | NGC 7236, NGC 7237, NGC 7237C | Galaxia triple                                          |
| 170           | NGC 7578                      |                                                         |
| 171           | NGC 5718, IC 1042             |                                                         |
| 172           | IC 1178, IC 1181              |                                                         |

#### Galaxias con estrechas contracolas
Ésta es otra categoría que contiene galaxias con colas de marea producidas por interacciones gravitacionales. Estas colas de marea son más estrechas y mejor definidas que las colas de marea de los objetos 167-172

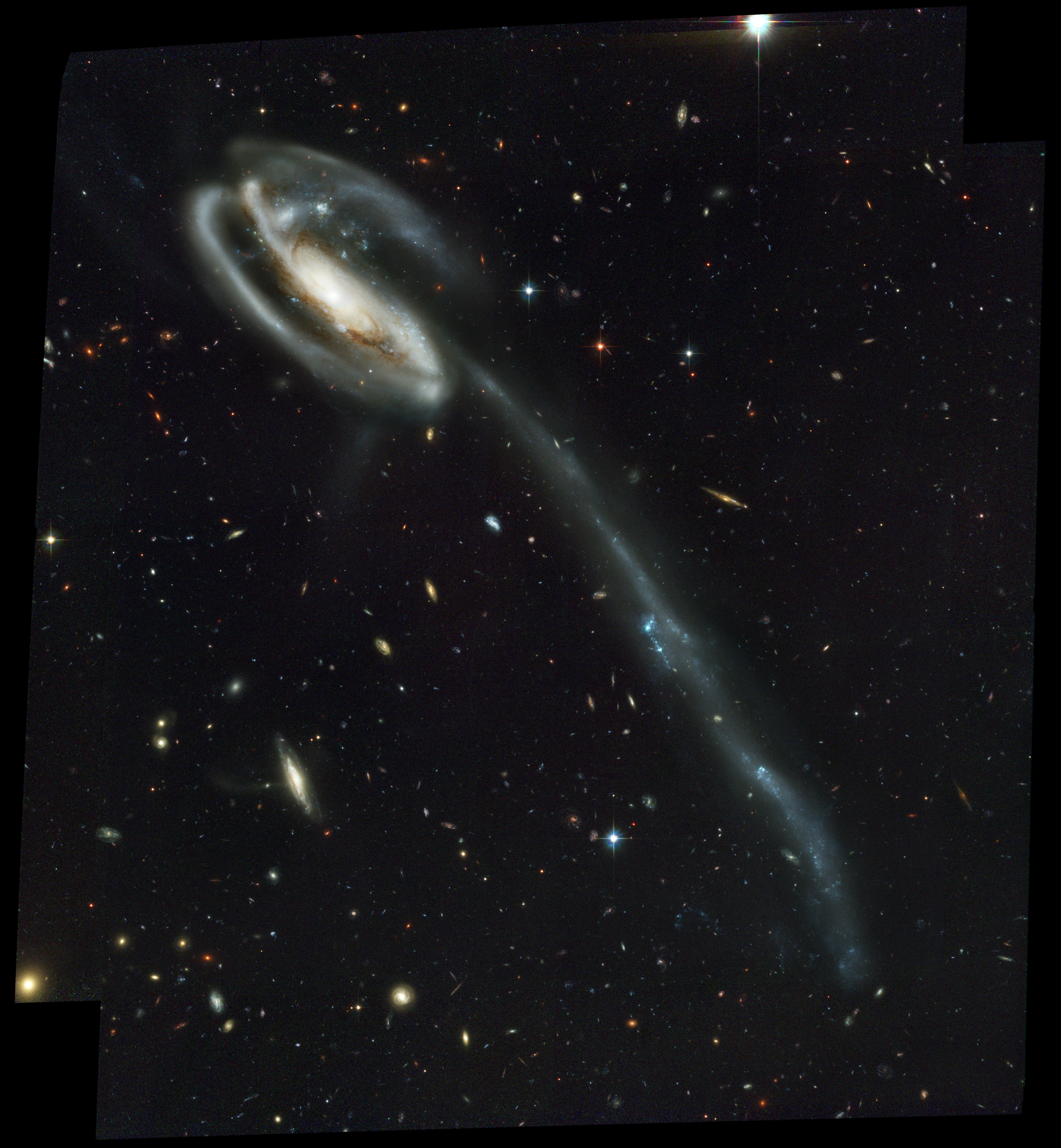
La galaxia UGC 10214 (Arp 188). L’ "estrecho filamento", que parece ser una característica de marea causado por una interacción gravitacional, se ve cómo se extiende a través de la imagen. Crédito: ACS Science & Engineering Team, NASA.

| Número de Arp | Nombre común                 | Notas          |
| ------------- | ---------------------------- | -------------- |
| 173           | UGC 9561                     |                |
| 174           | NGC 3068                     |                |
| 175           | IC 3481, IC 3481A, IC 3483   | Galaxia triple |
| 176           | NGC 4933                     | Galaxia triple |
| 177           | Arp 177                      |                |
| 178           | NGC 5613, NGC 5614, NGC 5615 | Galaxia triple |

#### Galaxias con filamentos estrechos
Esta categoría contiene una mezcla de diferentes tipos de objetos. De la misma manera que las galaxias con filamentos difusos o galaxias con contracolas, algunas de las galaxias de esta categoría tienen interacciones, y los filamentos son producto de la marea creada por las interacciones. Otras fuentes, no obstante, son sencillamente galaxias espirales individuales con brazos espirales tenues y que Arp describe como "filamentos".
| Número de Arp | Nombre común        | Notas                                    |
| ------------- | ------------------- | ---------------------------------------- |
| 179           | Arp 179             |                                          |
| 180           | Arp 180             | Pareja de galaxias interactuando         |
| 181           | NGC 3212, NGC 3215  | Pareja de galaxias interactuando         |
| 182           | NGC 7674, NGC 7674A | Pareja de galaxias interactuando         |
| 183           | UGC 8560            | Galaxia espiral                          |
| 184           | NGC 1961            | Galaxia espiral                          |
| 185           | NGC 6217            | Galaxia espiral                          |
| 186           | NGC 1614            | Galaxia espiral con interacción reciente |
| 187           | Arp 187             |                                          |
| 188           | UGC 10214           | Galaxia con interacción reciente.        |
| 189           | NGC 4651            |                                          |
| 190           | UGC 2320            | Pareja de galaxias interactuando         |
| 191           | UGC 6175            | Pareja de galaxias interactuando         |
| 192           | NGC 3303            | Pareja de galaxias interactuando         |
| 193           | IC 883              | Resto de fusión                          |

#### Galaxias con material eyectado del núcleo
Las eyecciones en la mayoría de los casos parecen ser producto de marea creadas por la interacción gravitacional. En algunos casos (como en NGC 5544 y NGC 5545 en Arp 199), La "eyección" es claramente una galaxia espiral vista de perfil que se alinea con el núcleo de otra galaxia.
Casi todos los objetos de esta categoría tienen interacción o han empezado una interacción recientemente. NGC 3712 (Arp 203) es una excepción; es simplemente una galaxia espiral con baja brillantez superficial.
| Número de Arp | Nombre común        | Notas                                                                        |
| ------------- | ------------------- | ---------------------------------------------------------------------------- |
| 194           | UGC 6945            | Pareja de galaxias interactuando                                             |
| 195           | UGC 4653            | Galaxia triple interactuando                                                 |
| 196           | Arp 196             | Pareja de galaxias interactuando                                             |
| 197           | UGC 6503, IC 701    | Pareja de galaxias interactuando                                             |
| 198           | UGC 6073            | Pareja de galaxias interactuando                                             |
| 199           | NGC 5544, NGC 5545  | Pareja de galaxias interactuando                                             |
| 200           | NGC 1134            | Galaxia espiral interactuando con una galaxia de baja brillantez superficial |
| 201           | UGC 224             | Pareja de galaxias interactuando                                             |
| 202           | NGC 2719, NGC 2719A | Pareja de galaxias interactuando                                             |
| 203           | NGC 3712            | Galaxia espiral con baja brillantez superficial                              |
| 204           | UGC 8454            | Pareja de galaxias interactuando                                             |
| 205           | NGC 3448            | Remanente de fusión                                                          |
| 206           | UGC 5983, NGC 3432  | Pareja de galaxias interactuando                                             |
| 207           | UGC 5050            | Galaxia espiral interactuando con galaxia enana                              |
| 208           | Arp 208             | Pareja de galaxias interactuando                                             |

#### Galaxias con irregularidades, absorción, y resolución
Las galaxias de esta categoría tienen estructuras irregulares (irregularidades), vías de polvo notables (absorción), o una apariencia granulada (resolución). Esta categoría contiene una mezcla de galaxias en interacción distorsionadas por interacciones de marea, galaxias irregulares enanas próximas, y galaxias espirales con inusuales cantidades de gas.
| Número de Arp | Nombre común | Notas                            |
| ------------- | ------------ | -------------------------------- |
| 209           | NGC 6052     | Pareja de galaxias interactuando |
| 210           | NGC 1569     | Galaxia enana                    |
| 211           | UGCA 290     | Galaxias enanas interactuando    |
| 212           | NGC 7625     | Galaxia espiral peculiar         |
| 213           | IC 356       | Galaxia espiral peculiar         |
| 214           | NGC 3718     | Galaxia espiral peculiar         |

#### Galaxias con bucles adyacentes (loops)
Estos bucles adyacentes son otra manifestación de las estructuras formadas por las interacciones gravitacionales entre galaxias. Algunas de estas fuentes consisten en galaxias que casi han completado su proceso de fusión; los "bucles adyacentes" son sencillamente los remanentes de la interacción. Entre los objetos de esta categoría está Arp 220, una de las galaxias luminosas infrarrojas mejor estudiadas del cielo.
| Número de Arp | Nombre común       | Notas                                                                     |
| ------------- | ------------------ | ------------------------------------------------------------------------- |
| 215           | NGC 2782           | Galaxia espiral peculiar                                                  |
| 216           | NGC 7679, NGC 7682 | Pareja de galaxias interactuando                                          |
| 217           | NGC 3310           | Remanente con remarcable actividad de formación estelar romanent de fusió |
| 218           | Arp 218            | Pareja de galaxias interactuando                                          |
| 219           | UGC 2812           | Galaxia en interacción                                                    |
| 220           | Arp 220            | Remanente de fusión; Galaxia luminosa infrarroja                          |

#### Galaxias con brazos espirals amorfos
Muchas de estas galaxias son remanentes de fusión. Los "brazos espirales amorfos" son los restos de marea que permanecen después de la colisión.
| Número de Arp | Nombre común                          | Notas                            |
| ------------- | ------------------------------------- | -------------------------------- |
| 221           | Arp 221                               | Galaxia triple interactuando     |
| 222           | NGC 7727                              | Remanente de fusión              |
| 223           | NGC 7585                              | Fusión reciente de masa desigual |
| 224           | NGC 3921                              | Remanante de fusión              |
| 225           | NGC 2655                              | Fusión reciente de masa desigual |
| 226           | Galaxia Átomos para la Paz (NGC 7252) | Remanente de fusión              |

#### Galaxias con anillos concéntricos
Éstas son galaxias con estructuras parecidas a conchas. Algunos de estas conchas han sido identificados como producto de fusiones recientes. En otros casos, no obstante, la concha representaría el disco exterior de una galaxia lenticular. En algunos casos complicados, la galaxia con anillos o conchas es una galaxia lenticular interactuando con otra galaxia; los orígenes de las conchas en estos sistemas puede ser difícil de determinar.

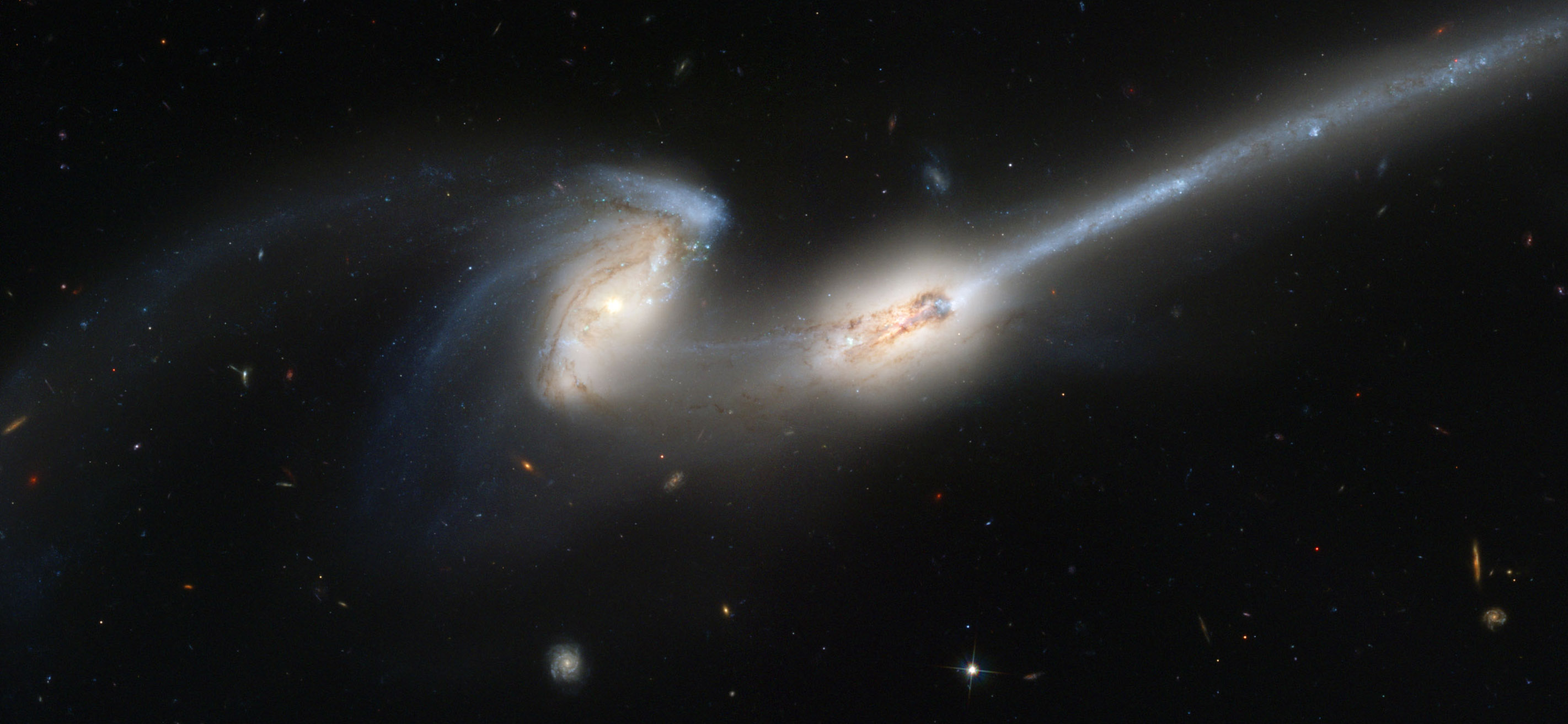
La galaxia de Los ratones (NGC 4676; Arp 242). Estas dos galaxias tienen colas de marea formadas a consecuencia de la interacción gravitacional de las galaxias. Las galaxias están también conectadas por un bote de marea, otra característica de la interacción gravitaciona. Crédito: NASA.

| Número d’Arp | Nombre común     | Notas                                                                         |
| ------------ | ---------------- | ----------------------------------------------------------------------------- |
| 227          | NGC 470, NGC 474 | Pareja de galaxias interactuando con galaxia lenticular                       |
| 228          | IC 162           | galaxia lenticular                                                            |
| 229          | NGC 507, NGC 508 | pareja de galaxias que incluyen una galaxia lenticular y una galaxia elíptica |
| 230          | IC 51            | Galaxia lenticular peculiar; possible romanent de fusió.                      |
| 231          | IC 1575          |                                                                               |
| 232          | NGC 2911         | galaxia lenticular peculiar                                                   |

#### Galaxias con apariencia de fusión
Aunque la descripción de los objetos de esta categoría implica que las galaxias se están separando, la mayoría de estas galaxias se están fusionando. Muchos de los objetos tienen colas de marea pronunciadas que se han formado como consecuencia de la interacción. La mayoría de los objetos están en las primeras fases del proceso de fusión, donde las galaxias todavía parecen tener diferentes núcleos y diferentes discos (aunque distorsionados). En esta categoría podemos encontrar las galaxias de las Antenas (NGC 4038 y NGC 4039, Arp 244) y las galaxias de los Ratones (NGC 4676, Arp 242).
No obstante, no todos los objetos son galaxias en interacción. Algunos son simplemente galaxias enanas próximas con estructuras irregulares.
| Número de Arp | Nombre común                           | Notas                            |
| ------------- | -------------------------------------- | -------------------------------- |
| 233           | UGC 5720                               | Galaxia enana                    |
| 234           | NGC 3738                               | Galaxia enana                    |
| 235           | NGC 14                                 | Galaxia enana                    |
| 236           | IC 1623                                | Pareja de galaxias interactuando |
| 237           | UGC 5044                               | Pareja de galaxias interactuando |
| 238           | UGC 8355                               | Pareja de galaxias interactuando |
| 239           | NGC 5278, NGC 5279                     | Pareja de galaxias interactuando |
| 240           | NGC 5257, NGC 5258                     | Pareja de galaxias interactuando |
| 241           | UGC 9425                               | Pareja de galaxias interactuando |
| 242           | Los Ratones (NGC 4676)                 | Pareja de galaxias interactuando |
| 243           | NGC 2623                               | Trío de galaxias interactuando   |
| 244           | Galaxias Antennae (NGC 4038, NGC 4039) | Pareja de galaxias interactuando |
| 245           | NGC 2992, NGC 2993                     | Pareja de galaxias interactuando |
| 246           | NGC 7837, NGC 7838                     | Pareja de galaxias interactuando |
| 247           | UGC 4383                               | Pareja de galaxias interactuando |
| 248           | Arp 248                                | Trío de galaxias interactuando   |
| 249           | UGC 12891                              | Pareja de galaxias interactuando |
| 250           | Arp 250                                |                                  |
| 251           | Arp 251                                | Trío de galaxias interactuando   |
| 252           | Arp 252                                | Pareja de galaxias interactuando |
| 253           | UGCA 173, UGCA 174                     | Pareja de galaxias interactuando |
| 254           | NGC 5917                               | Galaxia espiral peculiar         |
| 255           | UGC 5304                               | Pareja de galaxias interactuando |
| 256           | Arp 256                                | Pareja de galaxias interactuando |

#### Galaxias con grupos irregulares
Estos objetos parecen ser una serie de grupos irregulares sin una estructura coherente. Muchos de estos objetos son simplemente galaxias enanas próximas. Algunos de estos objetos son galaxias en interacción, mientras otros son pequeños grupos de galaxias. En todos los casos, buena parte de las galaxias constituyentes son galaxias irregulares. La superposición de dos o más de estas galaxias puede fácilmente parecer una única gran galaxia irregular, lo que hace que el  'Atlas de galaxias peculiares '(y de otros catálogos) a menudo clasifican estas parejas y grupos como objetos sencillos.
| Número de Arp | Nombre común | Notas                            |
| ------------- | ------------ | -------------------------------- |
| 257           | UGC 4836     | Pareja de galaxias interactuando |
| 258           | UGC 2140     | Grupo de galaxias                |
| 259           | NGC 1741     | Grupo de galaxias                |
| 260           | UGC 7230     | Pareja de galaxias interactuando |
| 261           | Arp 261      | Grupo de galaxias                |
| 262           | Arp 262      | Pareja de galaxias interactuando |
| 263           | NGC 3239     | Galaxia enana                    |
| 264           | NGC 3104     | Galaxia enana                    |
| 265           | IC 3862      | Pareja de galaxias interactuando |
| 266           | NGC 4861     | Galaxia enana                    |
| 267           | UGC 5746     | Galaxia enana                    |
| 268           | Holmberg II  | Galaxia enana                    |

### Galaxias dobles y múltiples
Arp originalmente se refirió a estas galaxias como "galaxias dobles", pero muchas de estas fuentes son más de dos galaxias. Algunos de los objetos son galaxias en interacción, dónde todas las fuentes son de hecho grupos de galaxias. La diferencia radica en que las galaxias en interacción se encuentran distorsionadas, mientras que en los grupos simplemente están unidas de forma gravitacional unas en las otras pero no necesariamente bastantes próximas como para inducir grandes cambios estructurales.

#### Galaxias con brazos conectados
Todas estas galaxias son parejas de galaxias interactuando excepto NGC 5679 (Arp 274), que podría ser una galaxia triple interactuando. Los brazos conectados son puentes de marea que se forman entre galaxias en interacción. Estos puentes se forman al principio de la interacción galáctica.
| Número de Arp | Nombre común       | Notas                            |
| ------------- | ------------------ | -------------------------------- |
| 269           | NGC 4485, NGC 4490 | Pareja de galaxias interactuando |
| 270           | NGC 3395, NGC 3396 | Pareja de galaxias interactuand  |
| 271           | NGC 5426, NGC 5427 | Pareja de galaxias interactuand  |
| 272           | UGC 10186          | Pareja de galaxias interactuand  |
| 273           | UGC 1810, UGC 1813 | Pareja de galaxias interactuand  |
| 274           | NGC 5679           | Trio de galaxias interactuando   |

#### Galaxias en interacción
Son galaxias en interacción. A diferencia de muchos de los objetos listados en la sección "galaxias amorfas" las galaxias en interacción que comprenden estos objetos son todavía distinguibles los unos de los otros.
| Número de Arp | Nombre común        | Notas                            |
| ------------- | ------------------- | -------------------------------- |
| 275           | NGC 2881            | Pareja de galaxias interactuando |
| 276           | NGC 935, IC 1801    | Pareja de galaxias interactuando |
| 277           | NGC 4809, NGC 4810  | Pareja de galaxias interactuando |
| 278           | NGC 7253            | Pareja de galaxias interactuando |
| 279           | NGC 1253, NGC 1253A | Pareja de galaxias interactuando |
| 280           | NGC 3769, NGC 3769A | Pareja de galaxias interactuando |

#### Galaxias con hundimiento y atracción
Esta categoría contiene una mezcla de objetos. Dos de los objetos son discos de galaxias vistos de lado con pequeñas galaxias compañeras próximas. Dos objetos están conectados por puentes de marea. Y los dos últimos podrían ser tan sólo objetos interactuando a larga distancia.
| Número de Arp | Nombre común                 | Notas                                                    |
| ------------- | ---------------------------- | -------------------------------------------------------- |
| 281           | NGC 4627, NGC 4631           | Galaxia espiral con una galaxia elíptica enana compañera |
| 282           | NGC 169, NGC 169A            | Galaxia espiral con una galaxia compañera más pequeña    |
| 283           | NGC 2798, NGC 2799           | Pareja de galaxias interactuando                         |
| 284           | NGC 7714, NGC 7715           | Pareja de galaxias interactuando                         |
| 285           | NGC 2854, NGC 2856           | Pareja de galaxias                                       |
| 286           | NGC 5560, NGC 5566, NGC 5569 | Trío de galaxias interactuando                           |

#### Galaxias con efectos de viento
Aunque están incluidas a la categoría de galaxias dobles, muchos de estos objetos son galaxias individuales. Los "efectos de viento" se refiere a la apariencia, no al hecho de haberse detectado gas a gran velocidad (como el encontrado en M82). En algunos casos la apariencia puede ser debida a la interacción. En otros casos, particularmente en NGC 3981 (Arp 289), la débil y extendida emisión puede estar relacionada con la naturaleza intrínseca de la propia galaxia y no a interacciones con otros objetos.
| Número de Arp | Nombre común        | Notas                             |
| ------------- | ------------------- | --------------------------------- |
| 287           | NGC 2735, NGC 2735A | Pareja de galaxias                |
| 288           | NGC 5221, NGC 5222  | Galaxia triple                    |
| 289           | NGC 3981            | Galaxia espiral peculiar          |
| 290           | IC 195, IC 196      | Pareja de galaxias intercactuando |
| 291           | UGC 5832            | Galaxia irregular                 |
| 292           | IC 575              | Galaxia espiral peculiar          |
| 293           | NGC 6285, NGC 6286  | Pareja de galaxias interactuando  |

#### Dobles o múltiples galaxias con largos filamentos
Los largos filamentos de estos sistemas son probablemente colas o puentes de marea producidos por la interacción gravitacional entre las galaxias.
| Número de Arp | Nombre común       | Notas                                            |
| ------------- | ------------------ | ------------------------------------------------ |
| 294           | NGC 3786, NGC 3788 | Pareja de galaxias interactuando                 |
| 295           | Arp 295            | Pareja de galaxias interactuando                 |
| 296           | Arp 296            |                                                  |
| 297           | Arp 297            | Galaxias en interacción con un grupo de galaxias |

#### (Objetos no clasificados)
Arp no dio ninguna subclasificación para los objetos 298-310 en su atlas. Estos objetos son la mayoría pareja de galaxias interactuando.
| Número de Arp | Nombre común       | Notas                                         |
| ------------- | ------------------ | --------------------------------------------- |
| 298           | NGC 7469, IC 5283  | Pareja de galaxias                            |
| 299           | Arp 299            | Galaxia triple                                |
| 300           | Arp 300            | Grupo de galaxias                             |
| 301           | UGC 6204, UGC 6207 | pareja de galaxias                            |
| 302           | UGC 9618           | pareja de galaxias                            |
| 303           | IC 563, IC 564     | pareja de galaxias                            |
| 304           | NGC 1241, NGC 1242 | pareja de galaxias                            |
| 305           | NGC 4016, NGC 4017 | pareja de galaxias                            |
| 306           | Arp 306            | grupo de galaxias con dos parejas de galaxias |
| 307           | NGC 2872, NGC 2874 | pareja de galaxias                            |
| 308           | NGC 545, NGC 547   | pareja de galaxias                            |
| 309           | NGC 942, NGC 943   | pareja de galaxias                            |
| 310           | IC 1259            | pareja de galaxias interactuando              |

## Las galaxias de Arp más brillantes para astrónomos aficionados
Maynard Pittendreigh, un astrónomo aficionado, ha compilado la
lista de las galaxias de Arp más fácilmente visibles por
astrónomos aficionados. Las galaxias de la lista se pueden observar visualmente y no hace falta un equipamiento fotográfico especial:
| - Arp 26, conocida como M 101 - Arp 37, conocida como M 77 - Arp 77, conocida como M 90 *Arp 77 - Arp 85, conocida como M 51 | - Arp 116, conocida como M 60 - Arp 120 - Arp 152, conocida como M 87 - Arp 153 - Arp 168, conocida como M 32 | - Arp 244 - Arp 269 - Arp 270 - Arp 271 - Arp 281 | - Arp 286 - Arp 317, conocida como M 65 - Arp 313 - Arp 337, conocida como M 82 |